# أشباح (رواية)
أشباح (بالإنجليزية: Ghosts)‏ هي رواية للكاتب الأيرلندي جون بانفيل، نشرت عام 1993، عن دار نشر سيكر آند واربرغ.